# 最大と最小
数学、特に順序論において、半順序集合の部分集合 S の最大元（さいだいげん、英語: greatest element）とは、S の全ての元の中で最も大きいものである。また、半順序集合の部分集合 S の最小元（さいしょうげん、英語: least element, smallest element）とは、S の全ての元の中で最も小さいものである。最大元（resp. 最小元）は最小元（resp. 最大元）の双対概念である。
本項では数学での用語について述べ、それ以外は「その他」に記載している。

## 厳密な定義
正式には次のように定義される。(P, ≦) を 1 つの半順序集合とし、S を P の 1 つの部分集合とする。そのとき、次の条件
S の任意の元 s に対して、s ≦ g
を満たす S の元 g を S の最大元という。また、次の条件
S の任意の元 s に対して、g ≦ s
を満たす S の元 g を S の最小元という。定義より、S の最大元（resp. 最小元）は S の 1 つの上界（resp. 下界）である。また、S の最大元（resp. 最小元）が存在するならば、それはただ 1 つだけ存在する。
注
上界と同様に、最大元は必ずしも存在しない。たとえある集合が上界や上限を持っていたとしても、その集合が最大元も持つとは限らない。例えば、実数全体の集合 R において、負の実数全体の集合は無数の上界と上限 0 を持つが、最大元を持たない。最小元と下界と下限とについても同様である。有限全順序集合の空でない部分集合は常に最大元と最小元とを持つ。
最大元を極大元と混同してはならない。たとえある集合が極大元を持っていたとしても、その集合が最大元も持つとは限らない。しかしながら、もしも最大元が存在するならば、それは唯一の極大元である。最小元と極小元とについても同様である。
半順序集合 S 自身の最小元と最大元とを、それぞれ bottom と top あるいは zero （0） と unit （1） ということもある。また、その最小元と最大元とを、それぞれ記号 ⊥ と ⊤ とで表すこともある。半順序集合自身の最小元と最大元とが存在する場合、その半順序集合を bounded poset という。半順序集合が可補束であるとき、記号 0 と 1 とが好んで使われる。

## 全順序に関する最大元・最小元
全順序集合においては、極大元は必ず最大元であり、それを maximum とも呼ぶ。同様に極小元は最小元であり minimum と呼び、最大元と最小元をまとめて extremum と呼ぶ。
また、特に確率論などにおいては（指示関数との親和性のために）実数 a, b ∈ R の最大値と最小値（{a, b} ⊂ R の最大元と最小元）をそれぞれ
{\displaystyle a\vee b=\max\{a,b\},\quad a\wedge b=\min\{a,b\}}
のように表記することがある。
注実数値関数（の値）に関する文脈では—順序論と解析学とで用語法がややバッティングするので—注意が必要である。適当な点の近傍における函数の値の集合（これは全順序集合 R の部分集合でそれ自体が全順序集合）においても上で述べた通り極大元と最大元は一致するが、それは極大値 (maximal, maximal value) と呼ばれる。単に最大値 (maximum, maximum value) という場合には、それは函数の値域（取りうるすべての値からなる集合）の最大元を指すものである。絶対的最大値 (absolute maximum) や 全域的最大値 (global maximum) と呼び、対して極大値のことを局所的最大値 (local maximum) または相対的最大値 (relative maximum) と呼んで明確に区別することもある。最小値（と極小値）に関しても同様、またこの場合の最大値と最小値の総称として、絶対的極値 (absolute extremum) や全域的極値 (global extremum) などを使うこともできるが、ふつう日本語で単に極値と言えば局所的の意味である。より詳細は極値の項に譲る。
また、函数の定義域における最大元・最小元のことは、しばしば端点 (end point) や限界 (limit) と言う。定義域の元を「点」と呼び値域の元を「値」と呼んで区別する慣習を踏襲して、函数が最大値をとる点を最大点や最大値点 (maximum point) などと呼ぶことができる（最小値あるいは極値についても同様）。

## 例
- R において、整数全体の集合 Z は上界を持たない。
- 有理数全体の集合 Q において、S = { x ∈ Q  |  x < √2 } は無数の上界を持つが、上限も最大元も持たない。
- R において、1 より小さい実数全体の集合は上限 1 を持つが、最大元を持たない。
- R において、1 以下の実数全体の集合は最大元 1 を持つ。そしてその最大元は上限でもある。
- S = { (x, y) ∈ R×R  |  0 < x < 1 } とすれば、S は R×R の部分集合である。R×R に直積順序を導入するとき、S は上界を持たない。一方で、R×R に辞書式順序を導入するとき、S は上界を持ち（例えば、(1, 0) ∈ R×R）、上限を持たない。

## その他
- 統計学においては数値データは昇順にソートされており、最初の値を最小値、最後の値を最大値と呼ぶ[9]。
- 日常会話では、「非常に巨大な最小値」や「非常に小さい最大値」は最大や最小と言わずに別の表現に置き換える場合がある（数学としての定義ではその空間上に「コンビニ」という物が存在すれば、全ての場所に「最寄りのコンビニ」が存在するが、日常会話としてはあまりにも距離が長い場合は「最寄りのコンビニ」は無いという回答をするのが普通である。）。「最短ルート」という言葉も長すぎる距離の場合は最短ルートとは通常は言わない。
- 日常会話での最小の定義も文脈により異なり、「０に近い物」又は数学の定義と同じ「－∞に近い物」のどちらかとなる。
- 日常会話では「巨大な数値の集合」での最大値は「全て大きい」、最小値は「無い」となる。
- モハメド・アリは「私は最強ではない、二倍最強である」　(“I’m not the greatest, I’m the double greatest.”)と新聞のUSAトゥデイが取り上げている[10]。報道された著名人の発言であるが、数学的には反する点がある。
- 秤における「最小測定量」とはそのはかりで精度の保証ができる最小の測定値の事を示し、目盛の最小値の事ではない[11]（目盛の最大値は「ひょう量」と呼ばれる。）。

## 注